# Нижній Березів
Ни́жній Бере́зів — село Косівського району Івано-Франківської області.

## Географія
Розміщене в передгір'ях Карпат по берегах р. Лючки, за 26 км від міста Косова і за 24 км від залізничної станції Коломия. Висота над рівнем моря 420—450 м. Через село проходить автодорога Коломия — Яблунів — Делятин.
Село лежить на межі Гуцульщини і Покуття, у передгір'ї Карпат. Село поєднано зручними пішохідними маршрутами з Лисиною Космацькою та Микуличином.
У селі річки Акра та Ласкунка впадають у Лючку.

## Топонімія
До XVII ст. існувало одне село — Березів. Центр села знаходився в урочищі Попівському, де був православний монастир (зруйнований татарами в XVII ст.). Розростаючись, село поділилося на частини: східну — Долішній (тепер Нижній Березів), західну — Горішній (тепер Вижній Березів), а та територія, де були соляні джерела, т. зв. бані, згодом дістала назву Баня-Березівська, оскільки ці джерела були власністю березівської шляхти. Соляні джерела в сусідніх селах Текуче й Акрешори були власністю короля Данила Романовича, доказом чого був дзвін у с. Текуче — подарунок селу від Галицького володаря. Нинішнє село Середній Березів відділилося з Верхнього Березова у 1907 році.
Село оточують гори, які в народі мають свої назви: «Акрин», «Няджин», «Клифа», «Кичера», «Ружет», «Каратура», «Сикітура», «Камінь», «Кичера Лючінська», «Тивуш» (або «Тивзи»).
Також село розподілене на «кутки»: «Миків», «Петрятин», «Луг», «Облази», « Шувари», «Гришків», «Ласкунца», «Млаки», «Підкичера», «Поліна», «Дуброва», «Діл».

## Історія

### Давні часи
На території села знайдені кам'яні знаряддя праці доби міді, рештки трипільського посуду, також трапляються римські монети І—IV століть. Звідси можна робити висновки, що частина населення проживала тут досить давно, про що свідчать назви навколишніх гір та заняття місцевих жителів. Уродженців Березова Нижнього старі люди називали «гончарами», жителів сусіднього села Текучі — «соліниками» і т. д. Зрештою ще й до сьогодні на новорічні свята селяни завжди використовують керамічний посуд із жовтої глини, якої достатньо навколо Березова Нижнього і сусідніх сіл.
Присутність тут у давнину готів чи варягів підтверджується знайденим 1927 р. під час весняної оранки землі у Ласкунці на городі Івана Кузича-Березовського (це була земля його баби Ґеник (Базевої)) варязьким мечем із надписами, який був переданий в 30-х роках XX століття до Краківського музею. Меч датований польськими істориками, про що І. Кузич згадує детально у своїй монографії: «Березівське боярство на тлі історії України» (Детройт, 1962. - С.156).
Під час татаро-монгольського нашестя поселення Березів уже існувало як боярське поселення, бо березуни підтримали короля Данила Галицького, взявши на себе оборону Березівського котловану й тримали оборону гори Рокита (назва Татарівка у Середньому Березові свідчить сама за себе) та сусідніх гір аж поки прибула військова підмога для королівського війська в район сучасних населених пунктів Татарів та Микуличин.
Березів, як частина Галицько-Волинської держави, був короткий період у складі Угорщини, а згодом Речі Посполитої. Саме в польських судових документах є перша письмова згадка про Березів.

### XV—XVIII сторіччя

#### Перші згадки та побут селян
Вперше у галицьких документах Березів згадується у 1412 році, де березівська шляхта судилася із шляхтою с. Космач за землі біля Акрешори, а друга згадка про Березів Долішний 1415 року через те, що в селі на той час вже існував чоловічий Василіанський монастир, а київські документи згадують, що березуни в час правління великого князя Ярослава Мудрого у Києві мали торгову факторію через те, що привозили до столиці сіль. Уже на 1482 рік в Березові був млин, криниця, з якої брали сіль, і сукновальня (ступа) — власність українських шляхтичів Івана Тимши і Сенька Баламута. У податковому реєстрі 1515 року документується млин і 3 лани (близько 75 га) оброблюваної землі та ще 2 лани тимчасово вільної.
У першій половині XVII ст. село належало шляхтичеві Белзецькому. В 1642 році теребовльський староста Ю. Балабан, який ворогував з Белзецьким, напав на Березів і зруйнував його.
Жителі Нижнього Березова займалися військовою справою, а крім того переважно скотарством, землеробством, гончарством (оскільки тут достатньо жовтої глини для нього) і солеварінням. Березівська шляхта торгувала сіллю, яку вивозили на схід України, зокрема в місто Бердичів. Тому в селі можна було почути прислів'я: «Збираєшся, як у Бердичів» (тобто повільно). У Баня-Березові сіль варили до 1799 року (дерев'яні чумацькі вози XVIII ст. з Березова експонуються у Львівському історичному музеї (його передав І. А. Геник) та Коломийському музеї народного мистецтва Гуцульщини (його передала мати Гриця Голинського).
Хоча дрібна українська шляхта панщини не відробляла, вона теж сплачувала різні податки і обов'язково відбувала військову повинність. Березуни виконували багато додаткових повинностей на користь держави. Вони зобов'язані були обгороджувати пасовиська, ремонтувати солеварні тощо.
За «наказом двору» селяни кидали своє господарство і везли дрова чи руду до солеварні. Мешканці Нижнього Березова мали доставляти до соляної бані по 5 підвід дров на рік або за кожну підводу платити 20 злотих.
Потерпали селяни й від натуральних повинностей. Особливо тяжкими через неродючість підгірської землі були данини зерном. Селяни відбували натуральну повинність рибою, грибами, горіхами, малиною. Данину брали від кожного десятого вулика й десятого дерева (причому розмір її визначався, тільки-но з'являлася зав'язь), від кожної свині, вівці. Розмір цієї данини часто залежав від примх управителя королівських маєтків.
Особливо обтяжливими були податки на військо, бо як дрібна шляхта, в обов'язки якої входило нести військову службу, то кожен шляхтич, що вирушав на службу, мусив мати своє повне військове спорядження на коня і на себе, зброю та фураж для коней й інший військовий провіант, який забезпечувався із приватного обійстя кожного господаря.

#### Повстання
Шляхта Нижнього Березова у 1490 році взяла участь в антипольському повстанні під керівництвом Івана Мухи, про що є достатньо архівних документів.
Березівська шляхта підтримала повстання Богдана Хмельницького. Після перебування в Березові посланця Хмельницького, козака Ханенка, до загону Семена Височана, що діяв в цей час на Прикарпатті, вступило з села 60 чоловік. Ханенко — родич майбутнього гетьмана Ханенка — по закінченні війни назавжди залишився в селі.
Через відступ військ Хмельницького частина учасників загону Семена Височина змушена була відступити з Прикарпаття на Центральну Україну, бо в 1648 році повстанці захопили й зруйнували замок Яблоновських у Лючі, спалили двір у селі Текучій. Селяни Березова, І. Іленишин, А. Негрич, Г. Заремба та інші, здійснили напад на шляхтича Матіяша Злотниковича, який тікав з Коломиї. Всіх учасників повстання Б. Хмельницького судив шляхетський суд, що є ще одним підтвердженням їхнього шляхетського походження. З документів цього суду, стверджують Кузич і проф. В. Грабовський, випливає, що покарані були тільки ті шляхтичі, які пішли на Велику Україну (їх маєтки було конфісковано, але їх родини були теж разом з ними). Інші учасники Національно-Визвольної війни під проводом Б. Хмельницького залишилися на Прикарпатті. За участь у повстанні польська влада конфіскували майно у 25 шляхтичів Березова, зокрема в І. Скільського, А. Симчича, А. Білавича, А. Фіцича, передавши його шляхтичеві Гаспарові Островському. Всі учасники загону Семена Височана, пішли із військами Б. Хмельницького на Велику Україну.
У 1703 році на Березів напав загін опришків під керівництвом Івана Пискливого. Поблизу Березова в 1717 році діяли опришки Василя Солонинки, у 1739 — загін Олекси Довбуша, у 1759 році —загін Івана Бойчука, але самі березуни у загоні опришків участі не брали (як стверджували старші люди: грабунок — це гріх). У Березові Нижньому є дзвін, який подарував церкві Микола Закутинський (вилитий за гроші, що йому залишили опришки).

### Австро-Угорщина
Процес зменшення земельних ділянок не припинявся, а кількість господарств невпинно зростала, бо при поділі навіть малих шляхетських маєтків, кожній дитини батьки давали однакові наділи. У 1787 році в Нижньому Березові налічувалося 97 господарств. їм належало 1462 морги землі, тобто в середньому по 14 моргів. У першій половині XVIII ст. податки брали з усього, що було в сільському господарстві.
Документи свідчать, що березуни окремим загоном входили до складу австрійської армії і брали участь у битві народів під Ватерлоо. Зокрема, серед учасників загону згадується у чині підпоручика Михайло Кузич-Березовський (прадід Михайла Кузича (Михасевого) як «русинський Робін Гуд», що активно захищав права своїх земляків. І хоч війна вплинула на господарство, у 1820 році в селі було вже 159 дворів, з них 17 господарств мали до 1 морга землі, 74 — від 1 до 5, 39 — від 5 до 10, решта — від 10 до 30 моргів (1 морг = 0,56 га). Домінії належало 1017 моргів поля.
Революційні події 1848 року не оминули Березів. Уродженець Березова Нижнього Іван Арсенич-Березовський (Сарамчіків) організував загін із близько 2000 чол., який охороняв Головну Руську Раду у Львові, піднявши на її ратуші синьо-жовтий прапор. Залишитися в Галичині після революції він не зміг, а тому змушений був емігрувати до царської Росії 1858 р., де став поміщиком. Інший учасник революційних подій 1848 року Степан де Гаворра Дрогомирецький (182? — 1860) втікаючи від переслідувань, зустрівся в Європі зі своїм другом із студентських років Вільямом Вокером (1824—1860) й емігрував до Америки, де двічі брав активну участь у збройних повстаннях і військових конфліктах США і Мексики (штат Сонора), Нікараґуа і Гондурасу, де й загинув.
У 1880-х роках один з лихварів мав у Нижньому Березові маєток на 500 тис. золотих ринських і 400 моргів полонини.
Уже в 1880 році в Нижньому Березові було 290 дворів, проживало 1274 особи, з них 1113 українців, 34 поляки, 67 євреїв. Селянам належало 314 моргів орної землі, 25 моргів городів, 337 моргів пасовиськ, 129 моргів лісу і 681 морг лук. У 1886 році громада Нижнього Березова заплатила 903 золоті ринські домового, заробіткового й прибуткового податків. Крім цього, громада платила 14 % адміністративного, 54 % шкільного, 3 % шляхового податків на різні громадські потреби. Шкільний податок свідчить про існування єдиної школи на всі Березови.
В селі було два млини, олійниця, ступа для виготовлення сукна, крамниця різних товарів, мешкало кілька майстрів — будівельників, стельмахів, столярів. Більшість чоловіків виїжджала з села на сезонні роботи на лісорозробки до Чехії. На невеличких клаптиках гірської землі селяни сіяли кукурудзу, овес, яре жито, пшеницю, коноплі, льон, садили картоплю, капусту, квасолю, горох, часник, цибулю.
На американську землю першим виїхав Гаворра-Дрогомирецький, який був помічником президента Нікарагуа (Бондаренко К. “Ой летіли дикі гуси” (Українські найманці в історії воєн) // Політика і культура. – 1999. –  №35). А згодом почалася трудова еміграція. Першими трудовими мірантами у 1887 році стала родина Івана Неґрича (зв. Николинин, з Ласкунци).  А Кирило - Карло Ґеник (1857-1925; зв. Тостюк), який 1892 року виїхав до Канади вже як політичний емігрант, писав землякам, що не слід захоплюватися Америкою, бо «за три роки (1897—1899) прибуло 20 000 наших людей, і не можна зразу знайти роботу для всіх», а агенти розхвалюють життя в Америці лише тому, що одержують за це долари. Він покинув рідне село через переслідування австрійської поліції. Перебуваючи під впливом І. Франка, з яким познайомився 1878 р., К. Ґеник заснував у селі читальню, кооперативну крамницю.
Вперше Франко приїхав до Березова в березні 1880 року на запрошення К. Ґеника. Проте йому не вдалося одразу потрапити в село. Жандарми заарештували його в дорозі і відправили в Коломию, а через кілька днів, після обшуку у К. Ґеника в Нижньому Березові, П. Гладія — у Лючі, а також в інших селах, ув'язнили ще кількох чоловік.
Вийшовши з тюрми, І. Франко і К. Ґеник приїхали в Нижній Березів. У селі письменник написав оповідання «На вершку», збирав народні пісні. «Побит у Березові,— згадував І. Франко,— збагатив мою збірку також гарною колекцією тамошніх приповідок». Але недовго прожив І. Франко у К. Ґеника: 17 серпня 1880 року за наказом коломийського старости заарештованого письменника в кайданах погнали босим до Коломиї через Слободу Рунгурську й Печеніжин. «Тяжка це була дорога,— писав І. Франко,— після якої мені на обох ногах повідпадали нігті на пальцях».
Коли письменника випустили на волю, він знову повернувся в Нижній Березів, де за ним був встановлений пильний нагляд. 23 серпня 1880 року І. Франко виїхав з Нижнього Березова до Нагуєвичів, куди до нього приїжджали брати Кирило й Степан Ґеники (1852-1934). У 1900—-1913 pp. письменник кілька разів відвідував Нижній Березів.
Перша окрема приватна школа, що виникла після закриття василіанського монастиря, організована Степаном Арсеничем, Андрієм Кузичем (у його хаті в Ділу), Кирилом Ґеником ще 1891 року, а згодом К. Ґеник (1857—1925) добився її перетворення на державну школу. Спочатку працював у Нижньому Березові вчителем, пізніше займався організацією кооперативних крамниць.
Читальня й школа, реорганізована пізніше у двокласну, відіграли значну роль у розвиткові освіти й культури. Однак не всі діти мали змогу вчитися. У 1899 році з 322 дітей до школи ходила лише 61 дитина, бо навчалися в тісному, з одним вікном приміщенні сільської канцелярії — гміни. 80 % жителів села були неписьменними. Війтом наприкінці ХІХ — на початку XX ст. був Степан Іванович Геник-Березовський (1852? — 14.03. 1934), який разом з отцем Іваном Озаркевичем організували будову народного дому й читальні товариства «Просвіта». Це він став головним героєм новели Василя Стефаника «Сини».
Війт, вчителі Нижнього Березова та Іван Франко, який часто відвідував село і жив тут в літні місяці, добивалися будівництва школи, умовляли батьків посилати дітей вчитися. Завдяки зусиллям ради, створеної при школі, в 1899 році в Нижньому Березові почали будувати школу (закінчили її через 9 років). Незважаючи на труднощі, які уряд штучно створював, щоб затримати культурний розвиток українців, у 1890—1906 pp. троє людей з села здобули університетську освіту (зокрема, К. Ґеник та Яків (Ясь) Пригродський і Григорій Дрогомирецький (1889—1958)) і стали вчителями, а вже 1914 році 5 чоловік з Березовів закінчили Коломийську гімназію, у тому числі: Арсенич Петро (Марусіків, 1894—1976) і Данило Ґеник (Діловий, 1894—1957?) з Березова Нижнього, Перцович Іван (1894-?) та Бодруг Ілля (1893—1930), стрілець УГА з Березова Вижнього і Сулятицький Михайло (1894—1977) з Березова Середнього.
На 1914 рік у списках учнів молодших класів Коломийської гімназії знаходимо вже багато березунів. Але вихідці з Березова вчилися не лишень в українських гімназіях (яких було 9 в Галичині), але й у державних австрійських та польських гімназіях Галичини і навіть Буковини, про що свідчать архівні документи.
У 1901 році село Нижній Березів разом із представниками сусідніх Березовів зустрічало Станиславівського єпископа графа Андрія Шептицького, який їхав викорінювати москвофільство, й котрого вітали і як представника Церкви, і як представника старого боярського руського роду у шляхетських одностроях, про що детально описано у книзі І. Кузича-Березовського «Березівське боярство на тлі історії України» (Детройт, 1962. - С.245-248).
Читальня привчала селян до книги, організовувала голосні читання книг, журналів і газет для неписьменних. Тут створили хоровий гурток, яким керували П. Гладій, В. Луговий, Я. Пригродський, який до того ж був вчителем у сільській школі, після еміграції К. Ґеника. Кожного року гурток виступав з концертами на вечорах, присвячених прогресивним діячам культури, зокрема Т. Г. Шевченку. Про один з таких концертів писала 11 червня 1903 року газета «Свобода». За ініціативою отця Володимира Озаркевича 1911 року читальня з селянської хати переїхала в народний дім, збудований на громадські кошти. На внески членів «Просвіти» передплачувались газети «Свобода», «Поступ», «Гайдамаки», журнали; в читальні були твори Т. Шевченка, І. Франка, В. Стефаника, М. Коцюбинського та інших прогресивних письменників.
З ініціативи яблунівського, а згодом коломийського адвоката Кирила Трильовського Березови підтримали його січовий рух. Оскільки тут діяв осередок радикальної партії, який зініціював ще І. Франко. До нього входили Кирило Геник, Степан Арсенич, Степан Ґеник, Михайло Кузич (Михасів) та жителі сусідніх сіл. Згадуваний М. Кузич (1880—1972) організував осередок товариства «Січ» у 1906 р.в Березові Нижньому, підтримавши вибори К. Трильовського до австрійського парламенту, навіть заклав землю, позичивши гроші для виборів. У 1913 році січовики з Березовів брали участь у змаганнях по стрільбі з гвинтівок під Коломиєю, здивувавши чеських і словацьких армійських офіцерів влучністю та добрим умінням поводитися зі зброєю (хоч були взуті у постоли). А 26 червня 1914 року березівські січовики взяли активну участь у марші-параді українських громадських товариств, який проходив у Львові, де й дізналися про вбивство Франца-Фердінада в Сараєво.

### Перша світова війна
Під час Першої світової війни село було ареною боїв між австро-угорськими і російськими військами. 27 жовтня 1914 року Нижній Березів зайняли російські війська. Потім село переходило з рук у руки, внаслідок чого завдано великих збитків — знищено посіви, зруйновано гміну та 17 будинків.
На початок Першої світової війни багато березунів були призвані до австрійського війська або добровольцями вступили до Легіону українських січових стрільців. Арсенич Степан — стрілець, загинув під Галичем 1915 р.; Будурович Михайло Васильович (1896-1970) -  десятник УСС, Ґеник Василь (Діловий, 1894-9.04.1915), Кузич Михайло (1897 р. н.) і Урбанович Микола 1892-1974 (всі в 2-й сотні, де чотарем був Петро Франко - син письменника), Будурович Гаврило Якович (Волоський, 1889—1978) — стрілець 6-ї сотні УСС; Тимінський Петро (1896 р. н., техн. сотня); Ґеник Василь (Гуцульськ. сотня, 1889-9.04.1915); Ґеник Іван Семенович (1891-18.04.1923, Катунів) — чотар УСС та УГА.
В Українській Галицькій Армії  воювали: Арсенич Іван  Миколайович (1889—1927, Сармчіків) — стрілець УСС, згодом хорунжий УГА; Арсенич Михайло Антонович (Ковток, 1899—1967) — стрілець і вістун УГА, згодом голова товариства «Просвіта», в'язень Освенціма; Арсенич Василь (1895-1937, Ковтків) — старшина УГА, перейшов до ЧУГА, репресований;  Арсенич Августин — офіцер австрійської армії, сотник УГА;  Арсенич Петро Михалович (10.07.1894-29.11.1976, Марусіків) — чотовий УГА;  Ґеник Степан Михайлович ( 1893 - 1950, Юзиків) - стрілець УГА перейщов до ЧУГА; Кузич Іван Антонович (Збрін, 1898 — 4.11.1977) — стрілець УСС і  хоркнжий УГА; Ільницький Степан Васильович (1895—1971) — стрілець УСС та УГА, згодом доктор і професор УВУ в Мюнхені; Дрогомирецький С. М. — стрілець УСС; Стромецький Степан Михайлович (1900 – 3.04.1984) - стрілець УГА; Скільський Павло  Антонович (1897-1976) - стпілець УГА (Гуцульска сотня),   Томич Михайлло Онуфрійович (1900-197?) - стрілець УГА, Томич С. П. — стрілець УСС та УПА.
На різних фронтах Першої світової воювали і поклали свої голови: Маркіян Дрогомирецький — сотник, загинув у Брусилові; Антон (1890—1916) та Данило (+ 1915) Геники-Березовські (Тостюкові) — хорунжий 24-го полку та кадет 36 полку;Томич Михайло Петрович (†1916).
Повернувся живим, але пораненим Іван Геник (син Антона, 1882—1960) — племінник К. Геника та багато інших, чиї імена ще й досі не встановлено.

### ЗУНР
Підготовка до проголошення Західно-Української Народної Республіки здійснювалася членами Конститутанти в краї, а сотник УСС Ілько (Ілля) Бодруґ (1893-1929?); з Березова Вижного), чотар УСС Іван Ґеник (Катунів,1891-18.04.1923; з Березова Нижного), чотар УСС Григорій Голинський (1895-27?.06.1941; з Березова Вижного), чотар Петро Васкул (1895 - 2.08.1941; з Березова Вижного), чотар Петро Арсенич (Марусіків, 1894 – 29.11.1976; з Березова Нижного)6, старший десятник Іван Арсенич-Березовський (Сарамчіків, 1889-1927; з Березова Нижного) розпочали підготовку щодо передачі влади в Березівському кущі, яка за спогадами учасника цієї групи Івана Антоновича Кузича-Березовського (Збріна, 1898 - 4.11.1977) пройшла мирно й тихо. Владу перебрали,  проголошення ЗУНР березуни підтримали активно, про що свідчить діяльність сотника УСС і коменданта Коломийської округи Григорія Голинського (із Березова Вижного, 1895—1941) та сотника Степана Сулятицького (із Березова Середнього, 1897—1978). До УГА влилися колишні стрільці УСС та нові призовники  як Кузич Степан (студент філософії) — стрілець; Йосип Ґеник — хорунжий, згодом голова товариства «Рідна школа».

### Під польською окупацією
Після Першої світової війни та поразки ЗУНР у село прийшла польська влада, але незважаючи на це, у Коломийській гімназії на 1920—1921 н. р. в різних класах навчалося 11 уродженців Березова Нижнього. Польською владою було закрито народну школу й відкрито державну з польською мовою викладання. На що березуни відповіли миттєво письмовим плебісцитом з вимогами про відкриття української школи. Друга державна школа із польською і українською мовою викладання була відкрита 1923 року. А вже 1926 року березуни організовують третю приватну школу із українською мовою викладання. Цим займалися товариство «Рідна школа» (голова — Йосип Ґеник і секретар — Іван М. Кузич) та «Просвіта» (голова — Михайло Арсенич «Ковток»  — згодом в'язень концтабору Аушвіц, багатолітній дяк Нижньоберезівської церкви).
Завдяки старанням секретаря товариства «Рідна школа» І. Кузича-Березовського та активного члена «Просвіти» Івана Стромецького й фінансовій підтримці самих березунів (у товаристві було 125 осіб) та березунів з діаспори почала офіційно (за дозволом влади від 25 січня 1930 р. N1.429) діяти приватна 7-класна українська школа в Березові Нижньому, до якої ходили учні із 12 навколишніх сіл і в якій навчалося близько 200 учнів (про що свідчать архівні документи) до 1939 року. Першою управителькою (директоркою) приватної школи була Агафена Луцак з Печеніжина, згодом — Олена Волощук (в одруженні Ґеник) з Богородчанщини, випускниця Станиславівської жіночої учительської семінарії сестер Василіанок, Володимира Іванчук-Пригродська з Іллінців (Дзюна, зі Снятинщини). Документи Центрального державного історичного архіву містять списки учнів цієї школи, які свідчать, що її закінчив Герой України, сотенний УПА, племінник Гриця Голинського — Мирослав Симчич (Кривоніс). Та більшість випускників цієї школи склали свої голови під час Другої світової війни або опинилися на виселенні чи в концтаборах.
На початку 20-х років XX століття у Березові виникає польське товариство «Загродової шляхти», яке намагається полонізувати дрібну українську березівську шляхту. Щоб протистояти полонізації І. Кузич-Березовський їде до Станиславівського єпископа Григорія Хомишина (візитував Березови 1907 року) з проханням дати на Н. Березів окремого священика. Єпископ вимагає будови у селі резиденції для священика. За 5 місяців село збудувало 5-кімнатну резиденцію, що стоїть по сьогодні. Допомагав березунам у їх ідеологічному змаганні о. Микола Плав'юк.
1934 року в Нижньому Березові було 444 господарства. їм належало 425 га орної землі. Домашню худобу мали лише 203 господарства (всього налічувалося 375 голів великої рогатої худоби, у тому числі 206 корів; 63 коней), один кінь припадав на 7 господарств.
До вересня 1939 р. у Березові Нижньому діяли осередки таких товариств: «Просвіта» (ще з кінця XIX століття), «Рідна школа» (з 1926 р.): голова — Йосип Ґеник, секретарі: Іван Мих. Кузич-Березовський (Михасишин) та Іван Антонович Кузич-Березовський (Збрін), «Союз українок» (з поч. 30-х рр. XX ст., Кер. Розалія Симчич та Арсенич (Зубринка)), спортивне товариство «Карпатсько-Лещетаський клуб» (з поч. 30- рр. XX століття), «Господар» (з поч. 30-х рр. XX ст.), «Народний університет», організований доктором Юліаном Геником Березовським (1906—1952), два хори (кер. Петро Чукур з с. Ковалівки), драматичний і риторичний гуртки (кер. Ю. Геник-Березовський), молочарський кооператив; діяли підпільно осередок ОУН та її молодіжна секція (кер. Марія Ільницька (Михайла Данилового, 18.05.1924-1944?)).
Кандидат історичних наук, доц. Чернівецького національного університету ім. Юрія Федьковича, Парасковія Дутчак, досліджуючи історію жіночого руху в Східній Галичині, знайшла звіт в архівних документах про те, що на базі нижньоберезівського осередку товариства «Союз українок» проводили виїзду конференцію для керівників місцевих осередків та вивчали (як приклад) їх досвід роботи.
```
У 30-х роках в Березові Нижньому жив (був одружений із Анною Геник) письменник 
Ярослав Галан
, приїжджали на відпочинок письменник і професор 
Б. Лепкий
, доктор географії 
В. Кубійович
, із концертами
 
— родина Крушельницьких та багато інших визначних діячів.
```

До початку Другої світової війни Березів Нижній мав поважне число випускників гімназій та учительських семінарій і докторів-професорів, що викладали в університетах Європи — Краківському, Варшавському, Празькому, згодом УВУ у Мюнхені: Пригродський Микола Іванович (Ясів), доктор філософії Ільницький Степан Васильович (1895-1971, Багуніків), доктор філології Геник-Березовський Юліан Михайлович (1906-1952, Тостюків), Роман Михайлович Ґеник (1910-1984, Тостюків) — випускник Львівської Богословської академії (1918-1944),  доктор теології Фіцич Йосиф (Королчин), Геник Михайло Семенович (Катун), Кузич Антон Васильович (1888-1948, Побережників) – доктор теології, Ґеник Василь (зв. Косій, розстр. 1941 р.) –  доц. Львівського університету та Дрогомирецький Григорій Михайлович (1889-1958) — професор Рогатинської гімназії), а учнів-гімназистів було дуже поважне число.

### Нові окупанти
О 4 годині 45 хвилин 1 вересня 1939 р. частини вермахту перейшли кордон і розпочали воєнні дії на території Польщі. Польська оборона була швидко дезорганізована і уже 7 вересня упала Варшава. Частина березунів, що були призвані до польської армії або потрапили до полону, або змушені були пішки добиратися додому із Польщі.
17 вересня о 5 годині 40 хвилин починають похід у Західну Україну і Західну Білорусь радянські війська — окуповувати ці місця за пактом Молотова — Ріббентропа. Як тільки березуни дізналися з повідомлення по радіо, що Червона Арсія перешла р. Збруч, миттєво проводять таємні збори господарів. У всіх селах вибирають депутатів та головів сільських рад. Ними стають не дуже заможні, але освічені та надійні люди. Коли прийшла більщовицька влада, їм повідомили, що в Березовах "радянську владу вже встановили", згадував І. Кузич-Березовський. Це на якийсь час захистило села від масових репресій. Так у Нижньому Березові головою сільради (1939-1947) вибрали Ґеника Данила Романовича  (Ділового, 6.07.1894 - 195?), який був випускником Коломийської ґімназії 1914 р., знав мови, але не був дуже багатим. А для всіх Березовів створили загін самооборони (міліції), який очолив комуніст (член КПЗУ) з Березова Вижного зв. Король. Голови сільрад і депутати  боронили Березови як уміли, і масових вивозів до Сибіру не було, але на всіх березунів було накладено великі податки натурою і грошима (в тисячах крб, яких у людей не було).
З приходом більщовицької влади все культурно-просвітницьке життя завмерло в цілій Галичині. Перестали діяти всі українські громадські товариства і гуртки, «Народний університет», приватна семикласна школа, що діяла під опікою товариства "Рідна школа" (1926-1939).
Правда, відбулися вибори до Верзовної Ради УРСР і 27 жовтня 1939 р. прийнята декларація про возз'єднання Західної України з УССР.
У Середньому Березові було відкрито середню школу, де 1940 року директором призначено І. Кузича-Березовського (колишнього секретаря «Рідної школи» в Березові Нижньому), який, щоб уникнути репресій, роздав свою землю односельчанам.
У 1940 р. більшовики провели масову мобілізацію до Червоної Армії. Друга мобілізація до Червоної Армії відбулася перед радянсько-німецькою війною (1941). Тоді були призвані в армію і загинули на війні: Арсенич Степан Васильович (1923—1940), Березовський Михайло Іванович (1899— 17. 04.1945), Бвланюк Василь, Будурович Антін Васильович, Будурович Антін Федорович (1908 - січень, 1944, Польща), Вербюк Степан (Франусин),  Геник Андрій Антонович (1919 - червень, 1944, Ленінградська обл.), Геник Антін Миколайович (1912 - 12.10. 1944, м. Стопниця, Польща), Геник Микола Васильович (Штудер), Геник Степан Миколайович (Пирчук, 1919 - 1945, Карельський перешийок), Геник Степан Степанович (1921 - 10.11.1944, м. Сумголовськ, Польща), Ільницький Іван Степанович (1921- 20.12.1945, Бельконхайм), Ільницький Михайло Кирилович (1903 - січень, 1945, Кенаґсберґ), Кузич Антон Михайлович (Тафічик, 1918-29.08.1941, концтабір), Кузич Йосип Антонович (1918- 9.04.1944, ст.сержант, стрілок-радист літака, Теребовля).
Дрогомирецький Іван Василович (1919—1980),  Арсенич-Березовський Яків (1916—1970, Ковток), Білавич Василь Антонович (1909 р.н.), Блащук Іван, лейтенант Бурих (єврей), Вербюк Микола, Вербюк Михайло Олексійович, Геник Андрій Григорович, Геник Антін Васильович, Геник Антін Васильович (Штудер), Геник Антін Лук'янович (1923 р. н.), Геник Іван Антонович, Геник Іван Васильович (1906 р.н.), Геник Микола Антонович, Геник Микола Миколайович (Коваль, 1907—1972), Дрогомирецький Іван Васильович (Николишок, 1919-1980), Ільницький Антін Степанович (Шпирлюк), Ільницький Йосип Михайлович (Жіравецький, 1923 р.н.), Ільницький Микола Кирилович (1900—1970), Ільницький Микола Степанович (1919 р.н.), Ільницький Михайло Степанович, Ільницький Степан Миколайович,  Кіцелюк Антін Покопович, Кузич Михайло Іванович, Кузич Михайло Миколайович (брат стрільця Андрія Кузича, 22.10.1918-14.04.1992), Мілевський Степан Антонович (1913—1980), Негрич Микола Тарасович, Негрич Михайло Семенович, Томич Михайло Іванович, Фіцич Андрій Степанович, Фіцич Іван Миколайович (1919—1978).
Через масову мобілізацію до Червоної армії багато хлопців пішло в підпілля. Під проводом ОУН з них створювалися Самооборонні Кущові Відділи (СКВ). Районний провідник Дмитро Негрич — «Мороз» зорганізував у Березовах цілу сотню. Вона дислокувалася на Цапулі, у Пригодищах, де бойовики проходили таємний військовий вишкіл. У перші дні війни загони СКВ підняли в Західній Україні проти більшовицьке повстання, сподіваючись захопити владу до приходу мадярів та німців.

### Повстанська боротьба
Серед нижньоберезівців було багато повстанців. В УПА полягли 35 жителів села, 5 чоловік загинули в радянських в'язницях. На радянсько-німецькому фронті полягли 9 чоловік, у нацистських таборах загинули 8. Радянською владою репресовано, за неповними даними, 120 жителів села.
У сотнях УПА з Березова Нижнього були: Геник Кость Ст. (Крук, чл. СБ, 1920-1.12.1950) — студент Львівської політехніки, його брат Геник Іван Ст. (Гуцул, Кузикові, 1922-1945), Томич Іван Ів. (1920-1952), Арсенич Антон Вас. (Голуб), Геник Антон Мик. (Лисок, Королюк, 1912-1952), Дрогомирецький Іван Мих. (Сорока, станичний після Стародуба з Поліни, 1906-198?), Арсенич Микола Вас. (Стародуб, Макойда, 1907-1949), Геник Ярослав Миколайович (Чокан, Славко, 1927-1953), Косовчич Степан Іванович (1927—квітень, 1945) та Ільницький Іван Данилович (1924—квітень,1945 (двоюр. брати загинули разом), Кушманюк Микола Йосипович (1924—15.06.1952; Розбійник), Білавич Степан Миколайович (1930—15.06.1951; Богдан), Арсенич Микола Андрійович (1923—1946; Дічишин), Семенюк Микола Дмитрович (1912—1945; з Вербіжа, одр. з Олено Пригродською з Ясевих), Негрич Федір Михалович (Верховий), Кузич Андрій Миколайович (1922—29.05.1950; Остап), Ґеник Антін Михайлович (1926—20.01. 1945; Миханчишин), Ґеник Антін Степанович (Сумний, 1924—1951 з Підкичери) і Ґеник Михайло Григорович (Ярий, 192?-1951 з Дуброви), Ґеник Василь Михайлович (03.06.1926—05.06.1945) і Ґеник Марія Михайлівна (1922- 7.06.1951) (брат і сестра-звязк., Тостюкові), Ільницький Василь Миколайович (Шпачок, Світилчин, 1910 - 199?), Фіцич Григорій Дмитрович (Шишка, Дмитриків, 1910 - 199?), Геник Августин Данилович (1924—1945; Діловий, війта син, Густьо), Василь (Сидорюків), Коломийчук Юрій, Томич Степан Дмитрович (Підкичера), Негрич Іван Антонович (1924—26.02.1946, Міна), Негрич Іван Степанович (Тріска; Варвар'ик), Ґеник Антон Фед. (1913 р.н.;Трохим, Рудий, учасник Норильського повстання), Негрич-Ґеник Олена Степаніна (зв'язкова, 1925 - 199?), Ільницький Володимир Миколайович (Багуніків)(1926-1945), Ільницький Іван Миколайович (Янчик), Геник Дмитро Йосипович (1920—1946; стпілець Карпатських Січей; стрілець УПА, Віктор; з Юзишиних), Томич Іван Онуфрійович (з Гори), Ґеник Василь Петрович (1926—1980; Палямарчук), Пригродський Болеслав Антонович (1925—1948; Лук; Ганюків, війта син), Геник Степан Миколайович (1928 р.н., Ґінич'ик), Ґеник Данило (1920—1949, Аскольд), Фіцич Микола Якович (1924—1992; Непорадний з Сикітури), Арсенич Іван Васильович (1898-19??) та син Василь (Ковтки), Верб'юк Іван (1921—1944), Будурович Іван Петрович (1925 р.н.), Арсенич Микола (Фисючок), Геник Петро  (1903-1951, Котик), Арсенич Степан (25.10.1911—1971, Львів), Косовчич Семен Степанович (Палій, 192?—1948; Ворон або Палій), Фіцич Василь Іванович (1929 р.н., Дроньик), Геник Микола Вас. (Косій), Скільський Антон Павлович (Могила, санітар сотні), Фіцич Антон Іванович (1932—1985, лісник), Фіцич Іван Миколайович (1924 р.н., Соловій), Арсенич Степан Миколайоіич (Верба, 1922-1982)  та ряд інших.
Членом Центрального Проводу ОУН був Микола Васильович Арсенич-Березовський (27.09.1910— 23.01.1947, Михайло, Демян, Максим). Біля школи йому споруджено пам'ятник.
Війна зменшила населення Березова Нижнього майже наполовину. До того ж три різні окупації привели до значного зубожіння населення.
Влітку 1944 р., у Березовах проведена перша масова мобілізація до УПА. Було рекрутовано не менше 200 осіб. Призовний пункт та медична комісія в Баня-Березові містилися в хаті Дмитра Юрашака під Рогом.
На ТВ-21 «Гуцульщина» поперемінно діяли курені «Книша» (Дмитро Григорович), «Степового», «Скуби» та «Лісового», усього приблизно 16 сотень. Хлопців з Березовів брали переважно в сотні «Мороза», «Цигана», «Недобитого».
Сотня Мороза почала формуватися у травні — червні 1944 р. у Ключівських лісах. Комплектувалася майже виключно з березунів, через що одержала назву «Березівська». На початку складалося з чот «Крука», «Гонти» (Миколи Шкурупа) та «Кривоноса» (Мирослав Симчич). У серпні, коли фронт відкотився на захід, сотня перейшла в урочище «Середній» під Цапулом, звідки добре проглядалися всі Березови аж до Яблунова. Десь тоді коло церкви в Баня-Березові хлопці склали присягу.
Освячував сотню парох, колишній старшина УГА, отець Ярослав Новицький (190?-1959, Дебеславці), який прибув до парафії з Нижнього Березова у 1938 р. після о. Миколи Плав'юка. Незважаючи на масову мобілізацію до лав УПА, частина освічених людей попередила керівників УПА, що фактично війна програна нами і кидати усіх мобілізованих молодих хлопців на вірну погибель недалекоглядно. Тоді Кость Ґеник (Крук) ухвалив рішення: усіх хлопців шкільного віку відправити на навчання до середньої школи.
Угорські війська спочатку грабували місцеве населення, але після кількох сутичок з УПА визнали її господарем українських земель. Обидві сторони уклали в Космачі таємну угоду про ненапад, обмін інформацією, про постачання продуктів за зброю та амуніцію. З нашого боку угоду підписали «Козак», «Скуба» та «Рибак» (Роман Качурівський, 1923—1948), з мадярського — генерал Льошкай, який після війни загинув у сталінському концтаборі. Посередником був парох Середнього та Вижнього Березова о. Володимир Тимощук.
10—20 січня 1946 р. почалася, так звана, «Велика блокада» на всіх теренах дій УПА та підпілля. В усіх селах Західної України появилися озброєні до зубів військові гарнізони, по 2500-5000 карателів на районів. Паралельно діяли постійно рейдуючі групи, третина яких маскувалася під українських повстанців. Ці групи вели себе конспіративно, рідко заходили в села, залишалися в лісах і до дрібниць наслідували побут УПА. Усі були одягнуті по-повстанському, розмовляли українською мовою. Вночі нападали на села, домагалися харчів, одягу, грошей, грабували людей, тобто, робили все, щоб підбурити населення проти УПА. Розгортається по створенню винищувальних батальйонів з місцевого населення («стрибків»), започаткована ще у червні 1945 р. Більшість забирали примусово, деякі зголошувалися добровільно. Українець знищував руками українця.
Незважаючи на те, що до Березова Нижнього прибули вчительки зі Східної України, тут працював дружний колектив, який, незважаючи на післявоєнну розруху, чітко розумів своє основне призначення: дати дітям освіту й урятувати від репресій тих, кого можна було зберегти. Але самі вчителі від каральної машини не врятувалися — їх теж було репресовано (як вчительку зі Сходу України Валентину Сіренко, якій довелося пережити жахіття радянської окупації та 25 років тюрми й каторги).
Восени 1947 року, коли раптово випало багато снігу, почався перший вивіз березунів до Сибіру. Тоді рідні оселі покинули родини Негричів (Верхових), Ґеників (Ділових), Ґеників (Миханчишиних), Фіцичів (Прокопових), Ільницьких (Данилових), Ґеників (Палямарчукових), Пригродських (Ганюкових), Косовчичів, Будуровичів (Юрчишиних), Ґеників (Мільчишиних), Фіцичів, Скільських, Перцовичів, Ґеників (Товсюкових), Ґеників (Королюків), Ґеників (Ґінечіків), Кузичів (Михасишиних), а разом з ними бранці із Середнього Березова та Текучі. Серед тих, хто опинився в Сибіру були й дві вчительки Нижньоберезівської ВШ: Кузич А. Г. та Сіренко В. (після ув'язнення).

### Під радянською окупацією
Про важкі часи, що чекали населення Західної України, по Другій світовій війні березунів попередив митрополит Галицький УГКЦ, граф Андрей Шептицький, якого березуни провідували останній раз влітку 1943 року (парох Березова Середнього о. Володимир Тимощук та тодішній директор Середньоберезівській СШ (підпільної) Іван Кузич-Березовський. Слова митрополита про те, що «грядуть важкі часи на наш народ і Церкву… й молімося, щоб вдалося витримати в доброму до кінця» (про що пише у своїй книзі про Березів Іван Кузич, с.251). Тому останні заняття з основ релігії з дітьми священики провели весною 1944 року. Всіх студентів духовних семінарій, кого можна було вислати закордон, щоб зберегти ієрархію, митрополит відіслав на навчання, як би передбачаючи, що перший удар більшовиків прийдеться на Українську Греко-Католицьку Церкву. Вже одразу по Йорданському водосвяттю (19 січня 1946 р.) в річці Лючці в Нижньому Березові біля мосту був заарештований багатолітній парох Заболотова, Березова Нижнього і Середнього о. Михайло Сулятицький (17.11.1894—1977), який на підготовчих зборах псевдособору 1946 року в м. Коломиї відкрито виступив проти його організаторів та виконавців. За це отримав тривалий термін ув'язнення та каторжні роботи на місці існування знищених Саровських православних монастирів. Аж по поверненню додому він долучиться до осередку греко-католицького підпілля в Березових.
Коли стало зрозуміло, що Українській Повстанській Армії великі країни допомагати не будуть, місцевими керівниками ОУН було ухвалено рішення всіх молодих хлопців, що проходили військове навчання, але ще не воювали, повернути з таборів, що були над с. Космач, до школи. Десь в 1946—1947 роках майже цілими класами цих хлопців заарештували. Директорка Нижньоберезівської ВШ зі Східної України (член Компартії) і безпартійна учителька Анна Кузич прибули до Яблунівського району (в райком партії та НКВС) рятувати своїх учнів. У той час було заарештовано дуже багато молодих людей із сусідніх шкіл. Як згадували колишні учні їх врятувало те, що їхня класна керівника знала дати народження своїх школярів: їх відпустили й вони залишилися живі.
Проте, незважаючи на каральні операції боївки УПА діяли аж до 1952 року. Того року в Н. Березові «організували» колгосп, який існував до 1990-х років. Звичайно, всі земельні наділи на рівнині і в горах було колективізовано.
Згодом побудували тваринницькі ферми, створили машинно-тракторний парк, будівельну бригаду і аж у середині 1970-х років люди почали потрохи заробляти гроші. Головою колгоспу спочатку призначили А. І. Геника, а згодом його очолив Степан Іванович Панченко — Герой Соціалістичної Праці, що керував величезним господарством з 7 сіл до кінця його існування (початок 1990-х рр.).
За час своєї діяльності у Н. Березові колгосп побудував приміщення для восьмирічної школи, туристичний комплекс «Гірська арніка» та двоповерхове адміністративне приміщення сільради і пошти.
По Другій світовій війні всі осередки українських товариств у селі були заборонені — залишився діяти тільки мішаний хор дорослих та шкільний хор (кер. Петро Чукур (батько) та Василь Чукур (син) з села Ковалівки Коломийського району). Проте вперті березуни з мовчазного сприяння голови колгоспу зуміли зберегти діючою церкву, яка до кінця 1970-х років фактично підтримувала старі українські традиції. Ці традиції довгий час зберігав отець Шморгай. Його, греко-католицького випускника-семінариста розстріляли фашисти. Гробар, що прийшов засипати могилу, побачив, що він ще дихає й переніс його тіло в безпечне місце, де його врятували. Так склалося, що він зміг отримати парохію в Нижньому Березові, де дякував в'язень Освенціму Михайло Арсенич (Ковток; 1943 року був заарештований й залишився живий) — багатолітній голова осередку «Просвіти» в Нижньому Березові. Хто із священиків організував підпілля УГКЦ поки що невідомо, але в селі діяв осередок греко-католицького підпілля, до якого входили три сестри-монахині, що належали до згромадження Сестер Непорочного Серця Марії Фатімської, яке заснував 13 вересня 1945 року отець Роман Бахталоський (ЧНІ), що короткий час ще в 30-х роках був парохом у Н. Березові : Ґеник Юстина Михайлівна (1926 р.н.; чернече ім'я — сестра Юлія; Ківанчукова) і дві рідні сестри Дрогомирецькі: Марія-Маргарита (1924—2001) та Юлія-Бернадетта (1925—2000) (дочки Михайла Дрогомирецького з Підкичери) та ряд односельців. У Березові Нижньому (у родинах Коломийчуків, Дрогомирецьких, Фіцичів (Кватирчиних)) неодноразово переховувалися греко-католицькі священики, а згодом владики УГКЦ: Павло Василик та Микола Сімкайло.
Перед Великоднем 1990 року, громада одноголосно здійснила перехід у підпорядкування УГКЦ, чому сприяв осередок Товариства української мови та його керівник Ярослава Григорівна Фіцич-Геник та отець-декан Косівський Роман Тринога (1961 р.н.). Березуни підтримували контакт із священиками (о. Іван Бойко, о.Іван Качанюк), які входили до підпільної «семінарії» отця Михайла Косила з Дори (Надвірнянської району). До того ж у Середньому Березові проживав вже згаданий вище священик Михайло Сулятицький, що повернувся з ув'язнення та заслання, який теж підтримував контакти із священиками-косилівцями.
На кінець 80-х на початок 90-х років XX століття у Березовах почало відновлюватися активне громадське життя. Спочатку був створений осередок Товариства української мови ім. Т. Шевченка. Його головою стала вчителька української мови Нижньоберезівської восьмирічної школи — Фіцич (в одруженні Геник) Ярослава Григорівна. Саме члени товариства та івано-франківські студенти —Ганна Арсенич та Баран — допомагали в проведенні перших демократичних виборів 1989 року. Незабаром відновили свою діяльність осередки товариств «Просвіта» та «Союз українок».
Першою важливою справою всіх товариств стало відновлення символічної могили полеглим за волю України (січовим стрільцям і воїнам УПА), яка була висипання ще 1942 року а потім зруйнована. На початку серпня 1993 року було вперше проведено день села, присвячений 1000 заснування Березова.

### Незалежність України
З проголошенням незалежності України відновлює роботу осередок Товариства «Союз Українок» (голова осередку — Люба Іванівна Кузич-Білавич), створюється осередок Товариства «Рух», який згодом стане політичною партією (голова — Степан Геник (Миханюк), згодом — Богдан Стефанко). Разом ці три товариства організували: відновлення та посвяту символічної могили січовим стрільцям та воякам УПА на горі Кичера із духовно-культурною програмою (кер. мішаного хору - Василь Васильович Негрич з Вижного Березова); перший день села Нижній Березів (серпень, 1993 р.) з нагоди 1000-ліття Березова, підготували величезну хорову програму із заборонених і стародавніх пісень, виступи жіночих та чоловічих ансамблів, змагання хлопців і дівчат із запрошенням численних гостей.
Товариства проводили конференції і зустрічі із депутатами Верховної Ради України, письменниками і духовною інтелігенцією. День села традиційно проводили кожного року, відновлюючи давно забуті пісні, традиції тощо. Станом на осінь 1992 року в Нижньому Березові було 27 чоловіків і жінок з вищою освітою, які як військовозобов'язані сержанти чи рядові запасу склали присягу вже Українській державі (офіцери запасу складали присягу окремо в Яблунові).
На виборах і референдумі 1991 року всі виборці з Березова Нижнього (911 чол.) проголосували за незалежність України і лише 11 виборців — за блок комуністів.

## Інфраструктура
В центрі села розташована сільська рада — сучасна двоповерхова споруда, збудована у 80-х роках XX сторіччя. У приміщенні сільської ради окрім службових приміщень знаходиться аптека і пошта, у якій надають послуги страхування житла, здоров'я, приймають замовлення на друк фотокарток. Неподалік від сільради розташовані дерев'яна греко-католицька церква і місцевий клуб (колишній будинок товариства "Просвіта", збудований в 1911р.), у приміщенні якого діють Музей історії села і сільська бібліотека.
На початку 2000-х років відновив роботу дитячій садок, розташований у центрі села. За 500 м від нього знаходиться неповна середня Нижньо-Березівська школа 1-2 ступенів, у якій працює музей І.Франка. У селі діє сім магазинів, де продають товари широкого вжитку та продукти, чотири з них знаходяться в центрі села, два в ста метрах від межі з с. Люча і один в ста метрах від межі з с. Текуча. Окрім магазинів неподалік сіл Середній Березів та Текуче є невеличкі крамниці з досить широким асортиментом товарів.
Медичну допомогу забезпечує фельдшерсько-акушерський пункт, розташований навпроти школи через дорогу. Завдяки профілактичним заходам, здійсненим медпунктом, протягом останніх років не було смертних випадків серед дітей віком до двох років.
23 листопада 2008 року у с. Нижній Березів відбулися урочистості з нагоди 160-ї річниці закладення наріжного каменя церкви святого Архистратига Михаїла і всіх небесних сил безтілесних. Село Нижній Березів славиться багатьма знаменитими людьми, які плідно працюють не лише в Україні, але й за кордоном.

## Пам'ятки
До історичних пам'яток села належать залишки монастиря-фортеці, виявлені археологами в 1993 р.; Миколаївська церква 1848 р.; будинок і млин, у якому в 1881 р. перебував І. Франко; пам'ятний знак на честь цієї події (1983); пам'ятний знак для вшанування перших емігрантів з села до Америки (1991); символічна могила січових стрільців.
Крім того, поблизу Нижнього Березова знаходяться цікаві природні об'єкти — виходи гірських порід упоперек русла р. Лючка («гребля»); гори Няджин, Кичера, Сикітура, Каратура (тут, за переказами, були мисливські угіддя галицьких князів).

## Сучасні події села
7—8 червня 2009 року у селі Нижній Березів Косівського району відбувся Х ювілейний футбольний турнір. Його організаторами став відомий український спортсмен, майстер спорту міжнародного класу Михайло Попович та Косівська районна організація ВО «Свобода».
Проведення футбольного турніру у Нижньому Березові стало вже доброю традицією. Спортивне свято відбувається 10 рік поспіль. Крім головного ініціатора заходу, уродженця цього села та учасника олімпійських ігор у Нагано — Михайла Поповича.
Восени, 16—17 листопада 2013 року, в селі пройшла друга частина Всеукраїнської науково-практичної конференції з міжнародною участю «Галицьке боярство — шляхта на тлі історії України і світу в XIX—ХХІ століттях» на яку прибули учасники з Криму, Донбасу, Києва та Волині тощо. Серед учасників конференції був відомий шумеролог Анатолій Кифішин, палеограф і археолог, що вивчав давні знаки на пам'ятках мегалітів Карпат і Кам'яної могили на Запоріжжі та припустив їхнє шумерське походження. Наступного дня була велика духовна академія з нагоди відкриття пам'ятника Миколі Арсеничу.

## Видатні люди

Погруддя М. В. Арсенича-Березовського в Нижньому Березові

### Народились
- Ґеник-Березовський Кирило Іванович (21.06. 1857 - 5.02.1925, гербу Сас) — канадський імміграційний урядник українського походження та громадський діяч.
- Ґеник-Березовський Юліан Михайлович (гербу Сас; Тостюків; 20.06.1906-16.11.1952), народився в Березові Долішньому, повіту Коломия, автономного краю Галичина і Володимирія в Австро-Угорщині (тепер — Березів Нижній, Косівського району, Івано-Франківської області, Україна), бо його батько певний час учителював у Березові (Горішному) Верхньому, а з 1909 р. був призначений завідувачем школи і вчителем у сусідньому селі Люча (див. "Слово пламенем взялось") — вчений-мовознавець (діалектолог), митець-декламатор, професор Краківського (Польща) і Торонтського (Канада) університетів (викладав українську, польську, російську мови). Працював в університеті м. Ґрацу, де захистив докторську дисертацію "Мова Василя Стефаника". Брав участь у підготовці статей до Енциклопедії українознавства, що видавалась в діаспорі. Співзасновник газети "Краківські вісті", що видавалась під час Другої світової війни. Здійснював активну концертну діяльність, пропагуючи твори українських письменників і поетів. На запрошення Галицького митрополита Андрея Шептицького читав лекції з риторики для студентів Львівського Богословського академії (1928-1944), де навчався його рідний брат Роман Ґеник-Березовський (1910-1992?). Організатор "Народного університету" для дорослих в своєму рідному селі Нижній Березів.
- Арсенич Дмитро Миколайович — український поет, борець проти комуністичної системи у радянський час.
- Арсенич Петро Іванович (нар. 24 січня 1934 р.) — український історик, краєзнавець, музеєзнавець, колекціонер.
- Арсенич-Березовський Микола Васильович — генерал контрозвідки УПА.
- Арсенич-Березовський Василь-Ярослав Степанович (гербу Сас; Сарамчіків, 14.09.1887-29.06.1953) — правник (адвокат, а згодом суддя), педагог, церковний діяч, журналіст, науковець-правник, організатор української видавничої справи в Канаді. Народився і навчався в початковій школі в Березові Нижнім, закінчив Коломийську ґімназію 1906 року. Емігрував до Канади через політичний конфлікт в Коломийській ґімназії, там закінчив університет в Монітобі (1917), правничий факультет, здобув докторат з права, був королівським радником (1935), став суддею (1947 р.), мав титул британського лорда, організував українські школи та Інститут права імені А. Коцка у Вінніпегу, неодноразово обирався до парламенту Канади. З початком свого перебування в Канаді разом із своїми земляками-березунами Кирилом Ґеником-Березовським (21.06.1857-5.02.1925) та Іваном Бодругом (1877 - 19??) розпочав організацію українсько-англійських шкіл, відстоюючи можливість українських та інших емігрантів на право навчання їх дітей у молодшій школі рідною мовою. Одночасно був впродовж 34 років головою Союзу українських домів в Канаді та головою Українського Червоного Хреста.
- Арсенич Іван Миколайович (гербу Сас, з Марусікових) — заслужений працівник культури України (2000), артист, скрипаль, педагог.
- Арсенич Михайло — священник УГКЦ.
- Будурович Михайло Васильович (1896-1970) - десятник в Легіоні УСС, 2-а сотня. Учасник боїв на Маківці під Семаківцями. Восени 1914 року під Бережанами потрапив у полон і до Лютневої революції перебував в Іркутській області в Росії. Повернувщись з полону - знову в складі УГА. Був поранений під час боїв на Львівщиеі. Після переходу УГА за р. Збруч брав участь у боях УГА з денікінцями і білогардійцями. Став хорунжим в армії УНР. Повернувшись з війни в 1924-1931 рр. навчався на лісотехнічному факультеті і працював на різних роботах у Франції. Повернувшись додому - роботи не мав. З 1939-1941 рр. займався створенням матеріальної бази і діяльністю дитячого будинку в Середньому Березові (кошари на Згарищі). З кінця 1941 р. працював лісником у Н. Березові.  Один із активних звязкових і провідників УПА. У серпні 1943р. за дорученням УПА проводив з'єднання Сидора Ковпака з Березова до Печеніжина. Був одним із відомих місцевих синоптиків, який міг передбачити погоду й урожай на цілий рік наперед. На даль його записи втрачені.
- Вергун Роман — багаторічний очільник Гуцульської ради у США, священик;
- Геник Костянтин «Крук» — військовий діяч, командир сотні УПА «Гуцули» із куреня «Бескид» ВО-4 «Говерла», заступник окружного референта СБ Коломийщини.
- Геник-Березовський Степан Миколайович (1932 р.н.) — доктор мед. наук, професор Івано-Франківського медичного університету, автор підручників, монографій і численних статей із судинної хірургії та історичних і цікавих наукових праць.
- Геник-Березовський Ярослав Михайлович (15 лютого 1903 р., гербу Сас) — старший брат Юліана Ґеника-Березовського лікар, закінчив Коломийську гімназію, Краківський університет, медичний факультет, жив і працював у Кракові, Коломиї, емігрував до Канади;
- Ґеник Дмитро Антонович — лицар Бронзового хреста заслуги УПА.
- Косовчич Юрій Іванович (1989 р.н.) — молодший сержант Збройних сил України, учасник російсько-української війни.
- Кузич-Березовський Михайло Андрійович (гербу Сас; Михась; 1869/70 - 1972) - засновник осередку Радикальної партії та товариства "Січ" в Березові Нижнім. Як активний прихильник  поета, письменника, політика Івана Франка (1856-1916) та адвоката Кирила Трильовського допомагав йому при болотуванні в депутати до Австрійського парламенту  (позичив гроші, заклавши власну ділянку землі). Підтримував активну діяльність осередку товариства "Січ": разом із березівськими січовиками їздив на збори, навчання, стрілецькі військові вишколи. Був серед березівської шляхти, що організовувала приїзд і зустріч графа й Станіславіського єпископа Андрея Шептицького в 1900 році (див. його спогади в книзі його сина  І. Кузича-Березовського "Березівське боярство", С.245-248). Березівські учасники товариства "Січ" під його керівництвом брали участь у першому параді соколів, січовиків і пастунів в червні 1914 року, де й дізналися про вбивство наступника австрійського престолу Франца-Фердінанда. Маючи борг за закладену землю негайно емігрував до свого шваґра Василя-Ярослава Арсенича  в Канаду. Після приєнання Галичини до складу Польщі дорога додому йогму була закрита (радикальеа партія - під забороною, він активний січовик, Кирило Трильовський видав його вірші та вірші інших січовиків). Допомагав разом з іншими березунами відкриттю приватної школи в Березові Нижнім, що організував його старший син Іван Кузич, і діяла протягом 1926-1939 рр. під егідою товариства "Рідна школа". В Канаді був одним із активних українських фермерів. Дозволу на поверення додому в 1969 року тодідня влада не дала. Його родину в 1947 році - дружину Олену Арсенич-Кузич (1883-1948), невістку Анну Уруську-Кузич  (1911-2002) та онучок Орисю-Олену (1936) та Любу (1939) було виселено до Сибіру (Білавич-Кузич Любов. Сибірська сага. Косів, 2008). До Канади 1926 року виїхали його молодші сини-блюзнюки Мирослав (1911-2001) та Василь (1911-1986).
- Кузич-Березовський Іван Михайлович (гербу Сас; Михасишин; 21.06.1903—7.01.1985) — найстарший син Михайла Кузича (1869.1870-1972)) - учень Коломийської гімназії (не закінчив), випускник Виділової школи в Коломиї, екстерном здав усі екзамени за повний курс учительської семінарії у м. Сокалі (утраквістичній). Військову службу й одночасно навчання проходив у Вищій інженерно-саперній школі у Варшаві (1926-1928). Організатор товариств «Рідна школа» та «Союз українок» і третьої приватної школи в Березові Нижньому. Директор Середньоберезівської СШ в 1940—1944 рр. 1943 року за доносом був заарештований гестапо. Із львівського гестапо його звільнено завдяки турботам 96-його учнів, що на той час вчилися у Львові та заступництву Голови Українського допомогового комітету доктора В. Кубійовича. Емігрував в серпні 1944 року. Протягом 1945—1947 рр. організатор школи для учнів-емігрантів у таборах для інтернованих осіб в Австрії, спочатку довів їх до Європи, а потім відіслав усіх своїх учнів до їх земляків по світу. В 1947 р. виїхав до Канади до свого батька М. Кузича (Михасевого) та двох братів. Незабаром переїхав до США. З 1926 року почав збирати по архівах світу матеріали про уродженців Березова. 1962 року видає працю «Березівське боярство на тлі історії України» (Детройт, 1962), згодом книги «Жінка і держав» (Варрен, 1985); «Оріяна — Прісторія України» (1979—1981) та «Суверени України» (1982), які започаткували нові напрями в дослідженні давньої та сучасної історії України.
- Северин Обст — польський художник і графік. Після закінчення малярської академії у Відні він працював на Гуцульщині, де на замовлення Львівського музею робив замальовки візерунків килимів, вишивок, писанок, різьблень по дереву.
- Малкович Іван Антонович (1961 р.н.) — поет і видавець.
- Негрич Микола Йосипович (14.05.1945-27.04.2021), етнограф, поет, фольклорист, член Національної спілки письменників України  (2015), автор і упорядник словника "Скарби гуцульского говору" (2008, 2015), поетичної збірки "Буковий ліс" (2004), "Пізня осінь" (2007), "Мамина криниця" (2015), збірок новел "Розповіді колишніх" (2008), "Сонце сходить з-за Няджина" (2013), художньо-документальної повісті "Убоге щастя" (2016), гумористичних збірок "Миколині фіґлі" (2010),  "До Європи в постолах" (2017), "Шудеври невигаданого гумору" (2017),  упорядник коломийок "Співанки посіяні горами" (2012). Закінчив Київське танково-технічне училище (1966) та автомобільний факультет Ленінградської військової академії тилу й транспорту (1978), служив у Радянській армії та ЗСУ. Полковник у відставці.
- Паєвська Олександра Миколаївна (псевдо «Орися», 1908 — 1953) — зв'язкова, референт пропаганди Окружного проводу ОУН. Автор різних статей, листівок і невеликих художніх творів.
- Пригродський Микола Іванович (1908 — 15.07.1978, з Ясевих) — випускник Коломийської гімназії і Краківського університету, природничого факультету. Репресований. Після повернення із заслання працював у лабораторії лікарні в Коломиї. Разом із Ю. Геником-Березовський організував і викладав у Народному університеті. Його дружина Володимира Іванчук — вчителька «Рідної школи» в Березові Нижньому.
- Арсенич -Баран Ганна Василівна — українська письменниця, голова Чернігівської обласної організації НСПУ (з 2016 до 2021 року).
- Фіцич Степан Миколайович (1951 р.н.)  — соліст Національної опери України, народний артист України (1993), доцент Київського інституту культури.
- Підлисецький Іван (12 травня 1940 р.) — член Спілки журналістів України. Фотожурналіст. Живе і працює в Коломиї.

### У селі жили
- Галан Ярослав — з 1932 по 1939 рр. подовгу жив у батьків своєї дружини Анни Ґеник (з Тостюкових загинула у застінках НКВС) письменник, діяч КПЗУ (1902—1949). Тут він написав повість з гуцульського життя «Гори димлять» (1938);
- Озаркевич Володимир (1853—1912) — священик, брат Наталії Кобринської, чоловік Ольги Рошкевич (тут він і похований).
- Стромецький Іван Михайлович (3.08.1897— 14.05.1932) — діяч «Рідної школи».

### Бували у селі
- Франко Іван&nbsp;— український письменник, часто відвідував село і жив тут в літні місяці.
- Крушельницький Антін (1878—1941) — відомий письменник.
- Ґеник-Березовський Костянтин Михайлович (1919—1988) — рідний брат Ярослава, Юліана, Романа Ґеників-Березовських, після смерті батьків - випускник Станиславівської гімназії, доктор філології й професор Карлового університету у Празі, автор численних наукових праць із української мови та порівняльного мовознавства.
- Симчич Василь Ількович (8 січня 1915 р.) — український актор, випускник в Коломийській гімназії. Працював у Середньоберезівській СШ в 1939-1944, де оргінізував перший драматичний гурток, що став переможцем обласного конкурсу, учасників якого в лютому 1940 р. режисери кіностудії О. Довженка запросили до участні в зйомках фільму про Олексу Довбуша. Після Другої світової війни переїхав до Коломиї, де був організатором Коломийського драмтеатру та його головним режисерм. Знявся в 33 кінофільмах з визначними українськими акторами й режисерами. Презентація кінофільмів "Захар Беркут" (в головній ролі), "Білий птах з чорною ознакою" та його зустрічі із колишніми драмгуртківцями проходили в клубі с. Н. Березів. Неодноразово привозив із своїми виставами (як режисер і актор) до Н. Березова артистів Коломийського драмтеатру до його закриття в 70-х роках.